# Mostek (Rybník nad Radbuzou)
Mostek (deutsch: Schwanenbrückl) ist eine Wüstung in der Gemeinde Rybník nad Radbuzou im westböhmischen Okres Domažlice in Tschechien.
Mostek ist Ortsteil von Rybník nad Radbuzou.

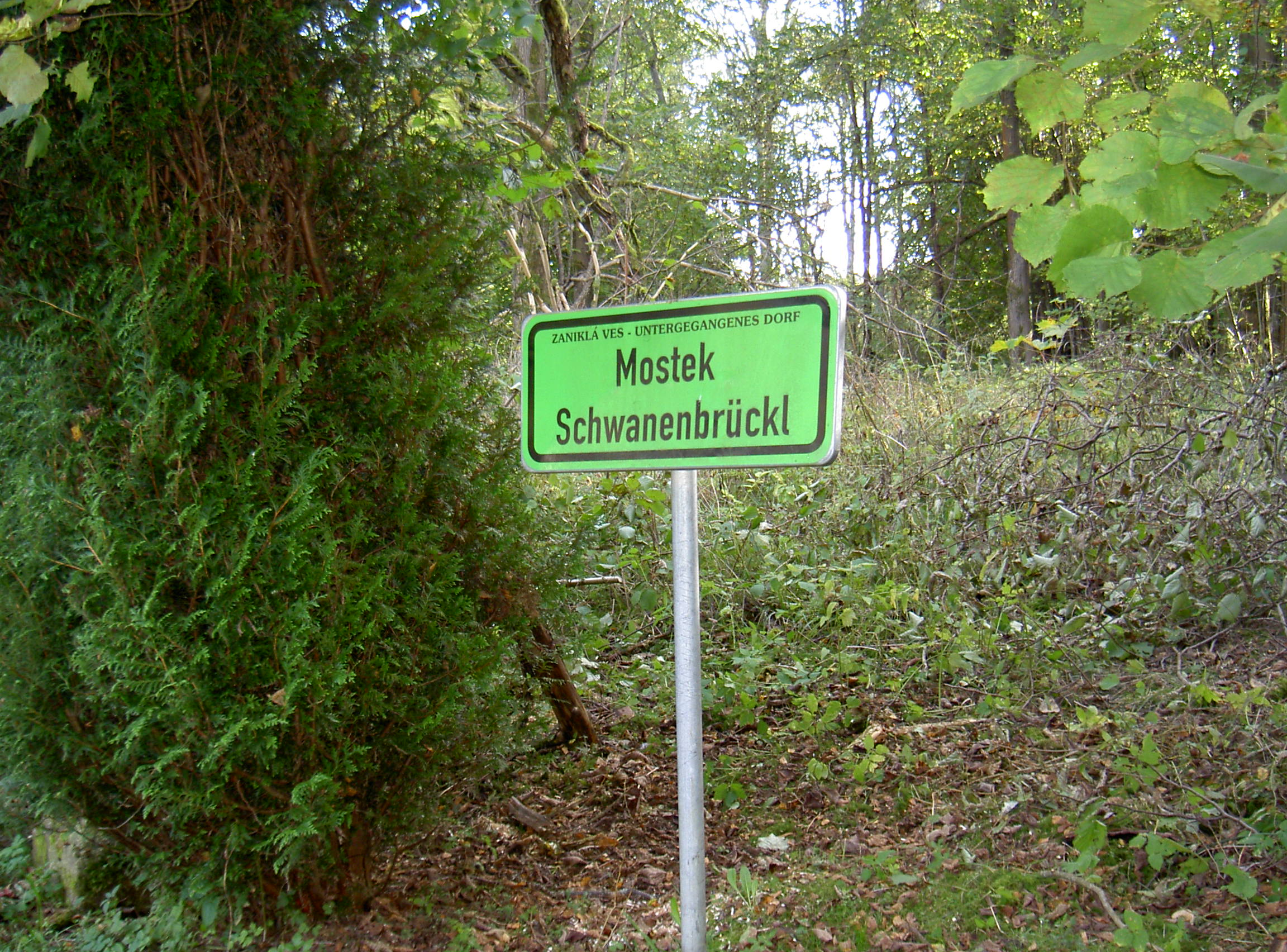
Schwanenbrückl

## Geografie
Schwanenbrückl liegt im Tal der Radbuza. Auf seiner westlichen Seite erheben sich von Norden nach Süden der 863 Meter hohe Velký Zvon (deutsch: Plattenberg), der 848 Meter hohe Malý Zvon (deutsch: Glöckelberg) und der 790 Meter hohe Železný vrch (deutsch Eisenberg). Nordöstlich von Schwanenbrückl befindet sich die 708 Meter hohe Výšina (deutsch: Neubäuhöhe).
In Schwanenbrückl mündet von Südwesten kommend das Johannesbächlein in die Radbuza.
Von Rybník verläuft eine asphaltierte Straße durch das Radbuzatal über Schwanenbrückl nach Smolov (deutsch: Schmolau). In der Nähe dieser Straße liegen von Süd nach Nord die Wüstungen Rindl (tschechisch: Korytany), Pfaffenberg (tschechisch: Kněžská), Althütten (tschechisch: Stara Hut'), Groß Gorschin (tschechisch: Velký Horšín), Putzbühl (tschechisch: Horka), Klein Gorschin (tschechisch: Malý Horšín), Auf der Platten, Engelhäusel (tschechisch: Englova chaloupka), Neubau (tschechisch: Novosedly), Wespenhäusel, Fuchsberg (tschechisch: Liščí Hora), Hammerschleife, Neubauschleife, Geisschlagsschleife und Rosendorf (tschechisch: Růžov).
In Schwanenbrückl beginnt eine befestigte Straße, die nach Westen am Johannesbächlein entlang sehr steil über die Nordflanke des Malý Zvon nach Plöss führt.
An dieser Straße liegen von Ost nach West die Wüstungen Johanneshütte (tschechisch: Jánská Huť), Strasshütte (tschechisch: Štráská Huť), Wenzelsdorf (tschechisch: Václav) und Rappauf (tschechisch: Rabov).

## Ortsname
Schwanenbrückl gehörte bis zum 16. Jahrhundert zu den Besitzungen der Herren von Schwanberg (tschechisch ze Švamberka). Die Herren von Schwanberg stammten aus der Sippe der Burggrafen von Pfraumberg.
Ihr von Pfraumberg (tschechisch: Přimda) ausgehender Besitz hatte an der Holzbrücke in Schwanenbrückl eine Grenze.
Deshalb befand sich an der Brücke ihr Wappen mit dem Schwan.

## Geschichte
1596 verkaufte Kaiser Rudolf II. Schwanenbrückl an Hüttenmeister Paul Schürer oder Schierer. Paul Schürer oder Paul Schierer entstammte einer Glaserfamilie aus Nordböhmen. Er gründete in Schwanenbrückl eine Glashütte. Diese Glashütte wurde auch Neue Hütte genannt zum Unterschied zur schon bestehenden Glashütte in Althütten.
1609 kauften die Herren von Wiedersperg auf Muttersdorf die Glashütte mit allem dazugehörigen Grund und allen Gebäuden. So wurde aus Schwanenbrückl der Sitz eines eigenen Gutes. Zu diesem Gut gehörten neben Schwanenbrückl selbst die Dörfer Pfaffenberg, Großgorschin, Kleingorschin, Putzbühl, Althütten, Johanneshütte, Friedrichshof, Schnaggenmühle, Franzbrunnhütte, Schwarzach, Oberhütten und Unterhütten. Diese Dörfer bestanden noch bis kurz nach dem Zweiten Weltkrieg. Dann gingen sie infolge des Baus von Grenzanlagen und der Vertreibung der Deutschen aus der Tschechoslowakei in den Jahren 1946 bis 1960 unter und sind heute (2017) Wüstungen.
Schwanenbrückl gehörte zur Pfarrei Muttersdorf. Seit 1787 hatte Schwanenbrückl eine zweiklassige Schule. 1789 hatte Schwanenbrückl 30 Häuser und 2 Glashütten. 1839 waren die Glashütten von Schwanenbrückl eingegangen. Das Dorf hatte nun 25 Häuser, 195 Einwohner, 1 Branntweinbrennerei, 1 Pottaschensiederei, 1 herrschaftliches Forsthaus, 1 Meierhof, 1 altes Schlösschen, 2 Mühlen und 1 Brettsäge.

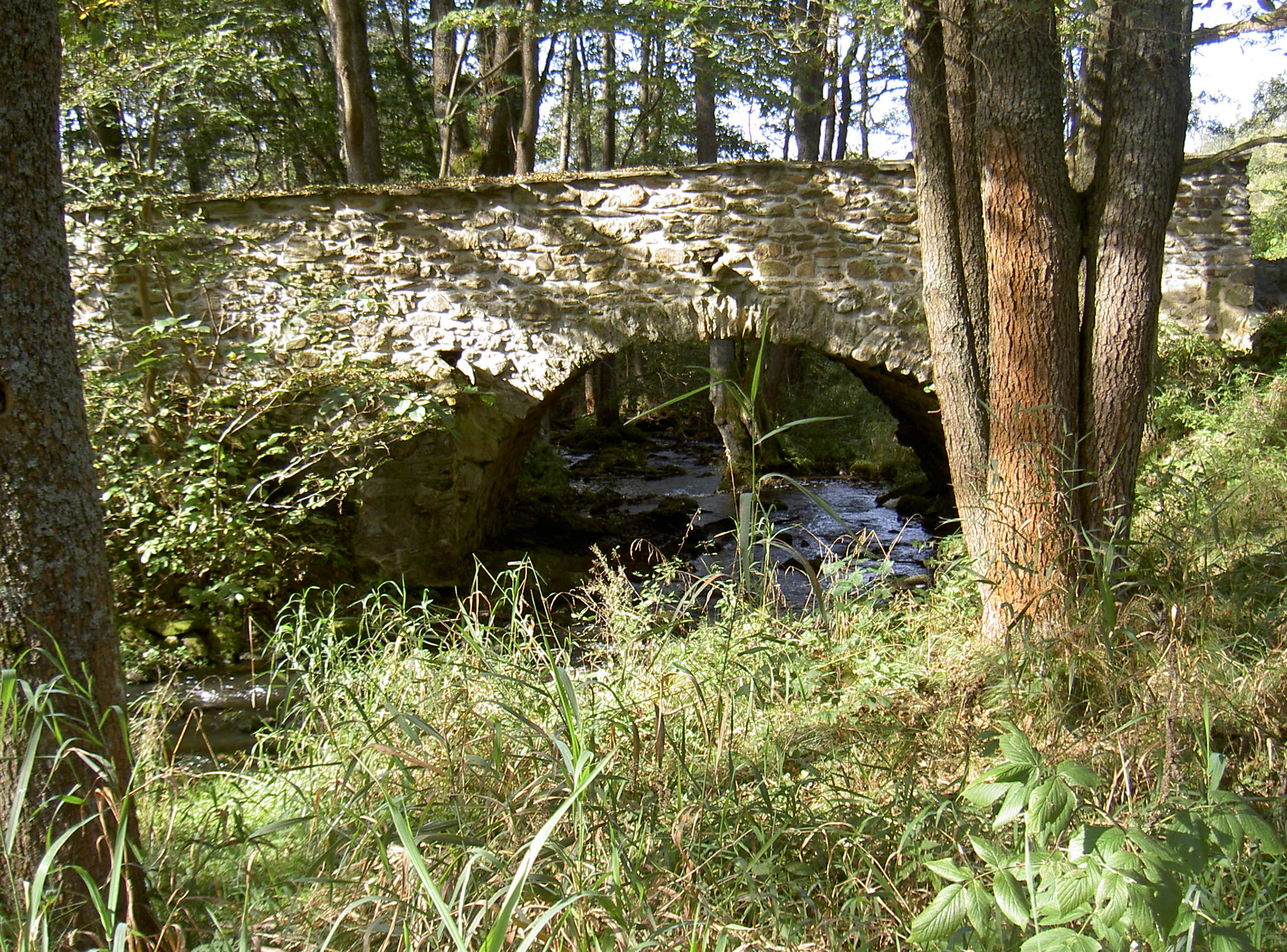
Alte Brücke in Schwanenbrückl

1913 hatte Schwanenbrückl 36 Häuser und 205 Einwohner. 1930 gab es in Schwanenbrückl 30 Häuser, 225 Deutsche und 5 Juden. Zusammen mit Johanneshütten (8 Häuser) und Althütten (60 Häuser) bildete Schwanenbrückl 1939 eine Gemeinde mit 711 Einwohnern. 1945 gab es 52 Häuser in Schwanenbrückl.
Nach dem Münchner Abkommen wurde Schwanenbrückl dem Deutschen Reich zugeschlagen und gehörte bis 1945 zum Landkreis Bischofteinitz.
Heute steht ein in neuerer Zeit gebautes Forsthaus in Schwanenbrückl. Außerdem gibt es noch die 1809 erbaute, 1990 und 2005 restaurierte steinerne Brücke über die Radbuza, die unter Denkmalschutz steht.